# Iriney
Iriney Santos da Silva (Humaitá, 23 de abril de 1981) é um ex-futebolista brasileiro naturalizado espanhol que atuava como meio-campista.

## Carreira
Revelado no Nacional-AM em 1998, Iriney passou ainda pela base do Mauaense entre 1999 e 2000.
Sua estreia como profissional veio ainda em 2000, no São Caetano, onde permaneceu até 2002 (embora não tivesse uma sequência de jogos, terminou duas vezes com o vice-campeonato brasileiro, em 2000 e 2001). Em 2002, muda-se para a Espanha, sendo contratado pelo Rayo Vallecano, estreando na partida entre o clube madrilenho e o Valencia, que saiu vencedor por 4 a 1 - o Rayo terminaria rebaixado à Liga Adelante (segunda divisão) ao final da temporada 2002-03.
Iriney passou ainda por Celta de Vigo, Almería, Betis (realizou seu centésima partida pelo clube sevilhano, contra o Getafe) e Granada, até assinar por empréstimo com o Watford, clube da segunda divisão inglesa.
Fez Seu retorno pro futebol espanhol pelo Mallorca
Encerrou a carreira em 2016, na equipe La Fiorita, de San Marino.

## Títulos
Betis
- Segunda Divisão Espanhola: 2010-11